# Gustave Clément Nyoumba
Gustave Clément Nyoumba (ur. 24 czerwca 1974) – trener piłkarski z Wysp Świętego Tomasza i Książęcej.

## Kariera trenerska
Od 2011 prowadzi narodową reprezentację Wysp Świętego Tomasza i Książęcej.